# Seward, Nebraska
Seward är administrativ huvudort i Seward County i Nebraska. Orten planlades 1868. Enligt 2020 års folkräkning hade Seward 7 643 invånare.